# Nahomi Márquez
Nahomi Márquez Jabique (La Habana, 20 de septiembre de 2000) es una balonmanista cubana que juega de lateral derecha en el Zonzamas Plus Car Lanzarote de la Liga Guerreras Iberdrola y es internacional absoluta con la selección femenina de balonmano de Cuba.

## Trayectoria

### Clubes
Formada en la Escuela Nacional de Balonmano de La Habana, Márquez debutó en Europa con el Ariosto Pallamano Ferrara en la Serie A1 italiana (2019-2021), etapa en la que disputó la Copa EHF Challenge. En la campaña 2021-22 fichó por el Alì-Best Espresso Mestrino, con el que alcanzó la segunda ronda de la EHF European Cup. Su progresión la llevó en junio de 2022 a la Casalgrande Padana, donde se consolidó como titular y máxima goleadora de la primera línea.
En septiembre de 2024 firmó por el CB Zonzamas Plus Car Lanzarote, con el que logró el ascenso a la élite española y renovó hasta 2026.

#### Trayectoria de clubes
- 2019 – 2021:  Ariosto Pallamano Ferrara[3]
- 2021 – 2022:  Alì-Best Espresso Mestrino[4]
- 2022 – 2023:  Casalgrande Padana[5]
- 2024 – presente:  Zonzamas Plus Car Lanzarote[2]

### Selección
Debutó con la absoluta en 2019 y disputó el Campeonato Mundial de Balonmano Femenino de 2019 en Japón, donde actuó como lateral y extremo. Ese mismo año se colgó la medalla de bronce en los Juegos Panamericanos de 2019, tras la victoria cubana 24-23 sobre Estados Unidos en Lima.
Hasta la fecha suma más de 25 internacionalidades, participando en los torneos NorCa y en las fases de clasificación mundialistas.

## Premios y títulos

### Con la selección
- 1 × Medalla de bronce en los Juegos Panamericanos (2019)[9]
- 1 x Medalla de bronce en los Juegos Centroamericanos y del Caribe (2018)